# تشال سياه من تشاتون جوكار (مارغون)
تشال سیاه من تشاتون جوکار (بالفارسية: چال سیاه من چاتون جوکار) هي قرية تقع في إيران في قسم مارغون الريفي. يقدر عدد سكانها بـ 42 نسمة بحسب إحصاء 2016.